# Slag bij São Salvador
De Slag bij São Salvador was een militaire confrontatie tijdens de Kongolese Burgeroorlog, waarin de overblijfselen van de antoniaanse religieuze beweging van Dona Beatriz het opnamen tegen de katholieke aanhangers van koning Pedro IV.

## Preludium
Tegen het einde van de Kongolese Burgeroorlog had de religieuze leider Dona Beatriz met succes een beweging gestart om de verlaten hoofdstad São Salvador opnieuw in te nemen en een einde te maken aan het bloedvergieten tussen de heersende kanda's van Kongo. Tijdens haar herbevolking van Kongo trok zij de steun van Pedro Constantino da Silva, ook wel bekend als Kibenga, aan. Kibenga, die trachtte te profiteren van de beweging, verleende zijn steun terwijl hij tegelijkertijd de gezag van koning Pedro IV ondermijnde. Koning Pedro IV had zich ingezet voor het herstel van Kongo na tientallen jaren van burgeroorlog, waarbij hij zelfs zover ging om Kibenga tot Prins van Kongo te benoemen. Kibenga, die meer dan eens van zijde was gewisseld, verried koning Pedro en besloot zijn militaire steun achter de Antonianen te werpen.
Toen Dona Beatriz werd gevangen genomen en geëxecuteerd door Pedro IV, bleef Kibenga achter met de leiding over een religieuze beweging waarin hij niet echt geloofde. Koning Pedro IV had een amnestie afgekondigd voor alle partijgenoten (zowel Kinlaza als Kimpanzu) in de hoop verdere bloedvergieten te voorkomen. Toen zowel deze maatregel als de inspanningen van Pedro's Kapucijnse bondgenoten niet in staat waren Kibenga te bedwingen, leidde Pedro IV een soort heilige oorlog om de hoofdstad terug te veroveren en de Antonianen voorgoed uit te roeien.

## Strijd en nasleep
Gewapend met slechts een kruis en gesteund door de kerk, marcheerde Pedro IV met een leger van 20.000 man richting São Salvador om het op te nemen tegen Kibenga en zijn antonianen. In de daaropvolgende confrontatie werden de antonianen volledig verslagen. Kibenga probeerde nog beroep te doen op de amnestie, maar werd gedood en onthoofd in de chaos van de strijd. Eindelijk was Pedro IV voorgoed terug in de hoofdstad. De slag markeerde het einde van een periode waarin rivaliserende pretendenten slechts in naam regeerden vanuit versterkte posities verspreid over het koninkrijk. Koning Pedro IV zette zijn beleid van vreedzame oplossingen voort en voerde slechts nog één grote slag, voordat hij in 1718 overleed.